# 全日本都道府県対抗剣道優勝大会
全日本都道府県対抗剣道優勝大会（ぜんにほんとどうふけんたいこうけんどうゆうしょうたいかい）は、毎年開催されている、剣道の日本一を決める団体戦。2009年から男子と女子が分かれた。女子の大会名は、全日本都道府県対抗女子剣道優勝大会。男子は毎日新聞社、女子は読売新聞社共催。会場は男子は大阪市内（2025・26年は和歌山）、女子は日本武道館。

## 概要
2009年までは男子5人、女子2人の7人制だった。ところが、2009年から男子と女子が分かれてポジションに規制がでた。
- 先鋒……高校生
- 次鋒……大学生
- 五将……年齢18歳以上35歳未満の者。警察職員・教職員・大学生・高校生を除く
- 中堅……教職員の者。年齢に制限なし
- 三将……警察職員の者。年齢に制限なし
- 副将……35歳以上の者。警察職員・教職員を除く
- 大将……50歳以上。剣道教士七段以上の者

この大会では特に三将が引き分ける場合が多いため、他のポジションでいかにポイントを取るかが問題になる。

## 歴代結果

### 女子
| 回 | 西暦年 | 和暦年   | 優勝都道府県 | 準優勝   |
| -- | ------ | -------- | ------------ | -------- |
| 1  | 2009年 | 平成21年 | 新潟県       | 岡山県   |
| 2  | 2010年 | 平成22年 | 福岡県       | 岡山県   |
| 3  | 2011年 | 平成23年 | 佐賀県       | 岐阜県   |
| 4  | 2012年 | 平成24年 | 茨城県       | 岐阜県   |
| 5  | 2013年 | 平成25年 | 埼玉県       | 神奈川県 |
| 6  | 2014年 | 平成26年 | 新潟県       | 茨城県   |
| 7  | 2015年 | 平成27年 | 岐阜県       | 長崎県   |
| 8  | 2016年 | 平成28年 | 大阪府       | 岐阜県   |
| 9  | 2017年 | 平成29年 | 岐阜県       | 鹿児島県 |
| 10 | 2018年 | 平成30年 | 福岡県       | 熊本県   |
| 11 | 2019年 | 令和元年 | 岡山県       | 鹿児島県 |
| 12 | 2020年 | 令和2年  | 中止         |          |
| 13 | 2021年 | 令和3年  | 熊本県       | 岡山県   |
| 14 | 2022年 | 令和4年  | 京都府       | 熊本県   |
| 15 | 2023年 | 令和5年  | 埼玉県       | 大阪府   |
| 16 | 2024年 | 令和6年  | 東京都       | 埼玉県   |
| 17 | 2025年 | 令和7年  | 埼玉県       | 茨城県   |